# استوروود
استوروود (به انگلیسی: Storwood) یک روستا در بریتانیا است که در کاتینگویث واقع شده‌است.